# Route nationale 22 (Argentine)
Pour les articles homonymes, voir Route nationale 22.

La route nationale 22

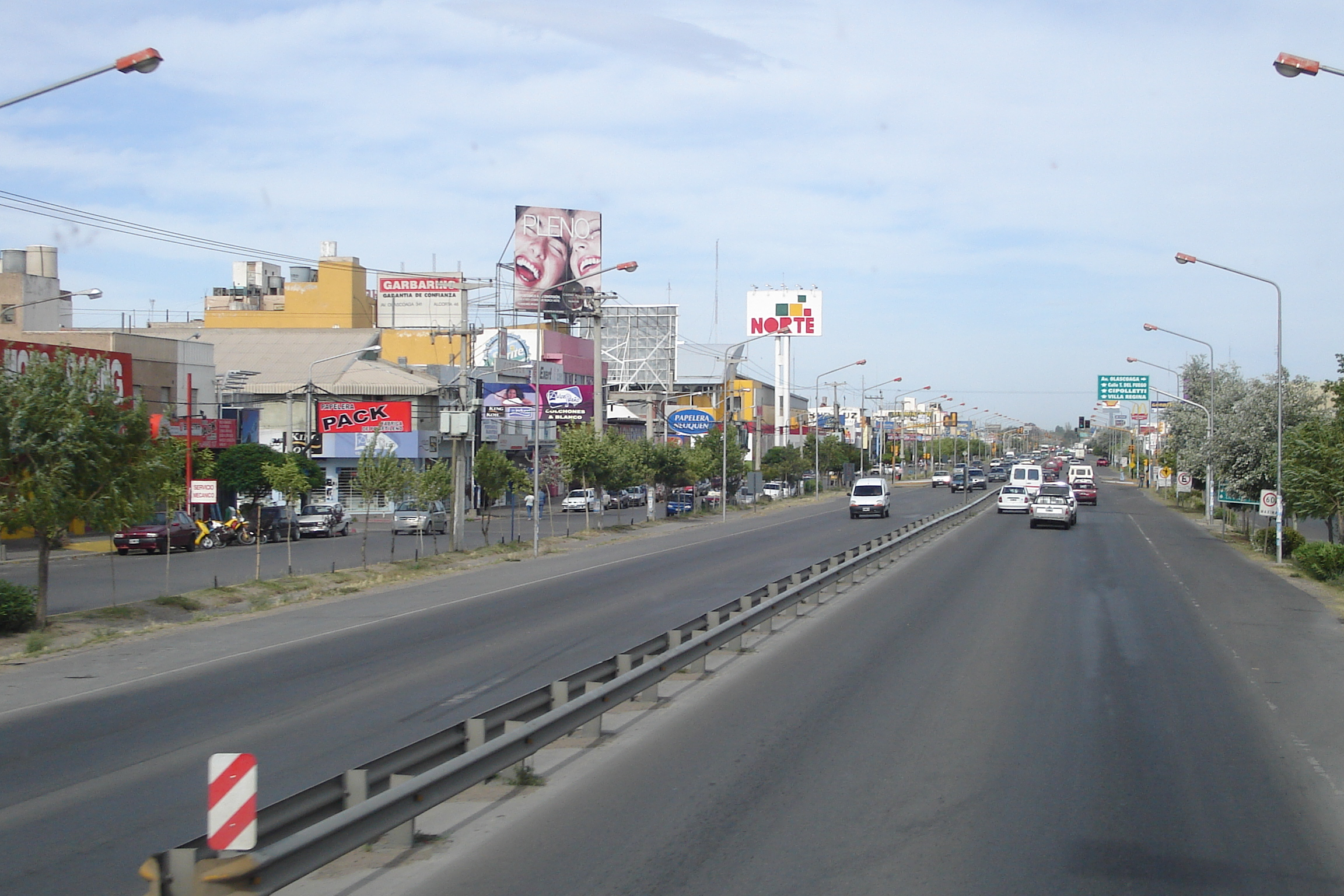
Route nationale 22 : passage par la ville de Neuquén.

La Ruta Nacional 22 est une route argentine asphaltée, longue de 685 km. Elle traverse les provinces de Buenos Aires, La Pampa, Río Negro et Neuquén. Elle commence par sa connexion avec la route nationale 3, en un point situé à 32 km à l'ouest de Bahía Blanca, et jusqu'en 2004, se terminait au col Andin Paso de Pino Hachado, à la frontière chilienne.
Mais depuis lors, amputée de sa section terminale, elle se termine à son débouché dans la route nationale 40 au niveau de la ville de Zapala, et a perdu ainsi 108 km.
L'ancienne section entre Las Lajas et le Paso de Pino Hachado forme désormais 
la route nationale 242, le reste appartenant à la route nationale 40.

## Localités traversées
D'est en ouest (le kilométrage se fait depuis Buenos Aires) : 

### Province de Buenos Aires
Parcours : 74 km (km 719 à 793).
- Partido de Villarino : Médanos (km 733) et Juan Cousté (km 769).

### Province de La Pampa
Parcours : 64 km (km 793 à 857).
- Département de Caleu Caleu : La Adela (km 857).

### Province de Río Negro
Parcours : 360 km (km 857 à 1 217).
- Département de Pichi Mahuida : Río Colorado (km 858).
- Département d'Avellaneda : Choele Choel (km 996), Darwin (km 1 008), Coronel Belisle (km 1 028), Chimpay (km 1 045) et Chelforó (km 1 081).
- Département de General Roca : Chichinales (km 1 119), Villa Regina (km 1 130–1 132), General Enrique Godoy (km 1 138), Ingeniero Huergo (km 1 145), Mainqué (km 1 151), Cervantes (km 1 159), General Roca (km 1 176), Allen (km 1 199), General Fernández Oro (km 1 206) et Cipolletti (km 1 213–1 216).

### Province de Neuquén
Parcours : 187 km (km 1 217 à 1 404)
- Département de Confluencia : Neuquén (km 1 217–1 223), Plottier (km 1 234), Senillosa (km 1 253–1 255), Arroyito (km 1 268), Plaza Huincul (km 1 326) et Cutral-Có (km 1 327–1 329).
- Département de Zapala : Zapala (km 1 402–1 404).